# Templeton-Dubrie Car Company
Templeton-Dubrie Car Company war ein US-amerikanischer Hersteller von Automobilen. Es finden sich auch die Schreibweisen Templeton-DuBrie Car Company, Templeton-Du Brie Car Company und Templeton-Du-Brie Car Company.

## Unternehmensgeschichte
Das Unternehmen wurde am 30. November 1909 in Detroit in Michigan gegründet. Die Detroit Free Press berichtete am 1. Dezember 1909 darüber. Beteiligt waren John D. Templeton, H. J. Boerth und Stanley R. Du Brie. Du Brie war der Konstrukteur. Er erhielt später mehrere Patente, unter anderem auf einen Schalter sowie auf Windräder, aus denen die Schreibweise seines Namens mit Leerstelle zwischen Du und Brie hervorgeht. 1910 begann die Produktion von Automobilen. Der Markenname lautete Templeton-Dubrie. Im gleichen Jahr endete die Produktion.

## Fahrzeuge
Die Fahrzeuge waren eine Mischung aus Personenkraftwagen und Lieferwagen. Sie hatten einen Zweizylinder-Zweitaktmotor mit 20 PS Leistung. Der Motor war vorne unter einer Motorhaube montiert. Die Motorleistung wurde über ein Planetengetriebe und eine Kardanwelle an die Hinterachse übertragen. Das Fahrgestell hatte 315 cm Radstand. Der Neupreis betrug 1250 US-Dollar.